# Chiffon

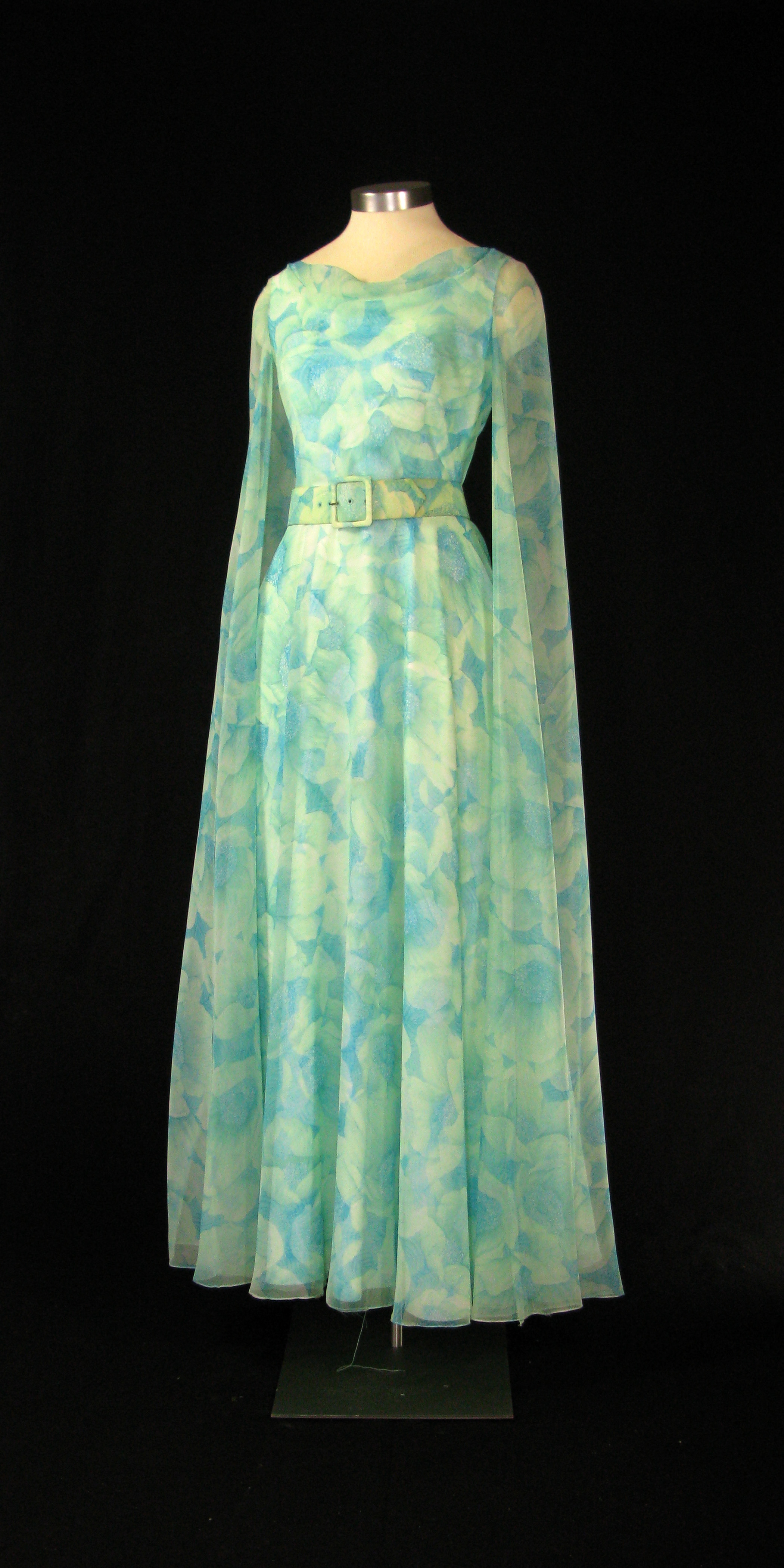
Abito in chiffon.

Lo chiffon (termine francese, pronuncia /ʃifɔ̃/), in italiano velocrespo o velo crespo, è un tessuto molto leggero, in armatura tela prodotto con filati a torsione crêpe; è soffice ma resistente, molto trasparente e leggermente crespato.

## Etimologia
Dal francese chiffe, "cencio". Tipologia serica ottocentesca francese, destinata soprattutto ad abiti da sera. È impiegato in gonne, camicette, lingerie, foulard, nastri e parti molto raffinate dell'abbigliamento. In commercio è possibile trovarne in cotone, seta e materiale sintetico. Può avere una leggera elasticità.
È un tessuto ricco quanto fragile, difatti va lavato con molte precauzioni, preferibilmente a mano o a secco.